# 前433年
| 千纪： | 前1千纪 |
| 世纪： | 前6世纪 \| 前5世纪 \| 前4世纪 |
| 年代： | 前460年代 \| 前450年代 \| 前440年代 \| 前430年代 \| 前420年代 \| 前410年代 \| 前400年代                                                                         |
| 年份： | 前438年 \| 前437年 \| 前436年 \| 前435年 \| 前434年 \| 前433年 \| 前432年 \| 前431年 \| 前430年 \| 前429年 \| 前428年                                           |
| 纪年： | 周考王八年 魯元公四年 齊宣公二十三年 晉幽公元年 趙襄子四十三年 秦躁公十年 楚惠王五十六年 宋昭公三十六年 衛敬公三十二年 鄭共公二十二年 燕閔公六年 越王朱勾十五年 |

## 大事記
- 楚国从鄀城（今湖北省鍾祥市西北）還都郢都（今湖北省荆州市）。
- 曾侯乙墓编钟制成，现藏于武汉的湖北省博物馆。
- 雅典伯里克利与科林斯的死敌—科西拉缔结防御同盟。

## 逝世
- 曾侯乙，据铭文记载亡日在“三日甲寅”，即前433年五月初三（公历4月1日）